# Klub ilustrátorů
Klub ilustrátorů je český spolek, který sdružuje české ilustrátory.

## Historie a současnost klubu
V roce 1990 bylo založeno občanské sdružení Klub ilustrátorů dětské knihy. Pod tímto názvem pracovalo do roku 2014. Klub se zabýval pořádáním výstav ilustrací zaměřených na děti a mládež. Členové zasedali v dětských výtvarných soutěžích a pořádali besedy s dětmi v knihovnách, školách a mateřských školách. Snahou klubu bylo mj. upozorňovat média na opomíjené téma dětské ilustrace.
Od roku 2003 pořádá klub pravidelnou prezentaci ilustrací putující českými i zahraničními galeriemi a knihovnami. Od roku 2006 spolupracuje s Českou sekcí IBBY (International Board on Books for Young People) při UNESCO.
Současný Klub ilustrátorů, z. s., ve výše zmíněné činnosti pokračuje. Zaměřuje se na:
- spolupráci s organizacemi spjatými s výtvarnou, literární a osvětovou činností
- podporu veřejných aktivit spojených s prezentací kvalitní literatury a jejího kvalitního výtvarného zpracování
- organizaci výstav a jiných veřejných i neveřejných prezentací děl svých členů
- vzdělávání, školení a osvětu související s literaturou a jejím estetickým zpracováním.[1]

Klub se také snaží připomínat médiím práci svých zasloužilých členů při příležitosti jejich životního jubilea.
Ve vedení klubu jsou Lucie Dvořáková a Renáta Fučíková.

## Zlatá stuha
Klub stál v roce 1993 u zrodu ocenění Zlatá stuha, které je udíleno nejlepším autorům původních českých knih pro děti a mládež a překladatelům. Členové klubu zasedají v komisích při nominování autorů slovesných děl, autorů ilustrací a překladatelů na Výroční cenu Zlatá stuha a poté při udělování Výroční ceny Zlatá stuha. Spolu s kolegy tak upozorňují na mimořádné tvůrčí počiny v oblasti literatury pro děti a mládež.